# Blondel (economista)
Blondel (fl. XIX secolo) è stato un economista francese.
Le informazioni su Blondel sono quasi inesistenti. Si suppone che sia stato uno dei quattro intendenti al commercio agli ordini di Luigi XVI. Il suo nome è ricordato come autore di due volumi, intitolati La tenue des livres de commerce, sulla gestione dei libri a partita semplice e a partita doppia, editi nel 1804 a Lione.